# De laatste viking
De laatste viking is het 216e stripverhaal van Jommeke. De reeks is getekend door striptekenaar Jef Nys.

## Verhaal
Op een dag ontvangt Jan Haring een belastingbrief. Om de belasting te kunnen betalen, wil hij gebruikmaken van de schat van Vikoerik (zie album 84). In de schatkist vindt hij een geheimzinnige hoorn. Daarop staat een boodschap maar hij kan deze niet ontcijferen. Hij roept direct de hulp van Jommeke en Filiberke. Ook professor Gobelijn wordt gehaald om de boodschap te ontraadselen. De professor ontdekt dat de boodschap meer dan 1000 jaar oud is, afkomstig van Viking Vikoerik en gericht tot zijn zoon Volvoerik. De hele bende gaat op zoek naar deze Viking. Onderweg hebben ze problemen en ze raken vast in een ijzige omgeving. Later vinden ze snel een verlaten Vikingdorp. Daar ontmoeten ze de Viking en dan wordt het gezelschap gevangengenomen en naar een ander dorpje gebracht. Jan Haring, die was achtergebleven, kan hen op het nippertje redden van de dood. Tot slot komt de Viking bij Jan Haring wonen. Hij jaagt zelfs een belastingcontroleur weg want ondertussen was de belasting nog steeds niet betaald.

## Uitgeverij
- Dit is het laatste stripalbum dat verscheen onder uitgeverij De Stripuitgeverij / Dupuis.